# Christian Ludwig Scheel von Plessen

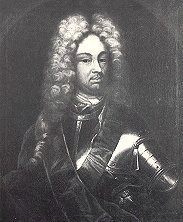
Christian Ludwig von Plessen

Christian Ludwig Scheel von Plessen (* 10. Dezember 1676 in Schwerin; † 30. August 1752 in Kopenhagen) war Geheimer Rat im Dänischen Konseil.

## Familie
Christian Ludwig Scheel von Plessen gehörte dem Adelsgeschlecht Plessen an und war Sohn des Hofmarschalls Christian Siegfried von Plessen. Nach der 1702 mit Charlotte Amalie Skeel geschlossenen Ehe und dem Anschluss der Skeelschen Stammhäuser Foussingoe und Selsoe erfolgte die Namen- und Wappenvereinigung mit Scheel. Nur die jeweiligen Besitzer der Stammhäuser trugen den Namen Scheel von Plessen, die anderen weiterhin den Namen Plessen. Die Familie Skeel gehört zu den uralten Adelsfamilien Dänemarks.
Christian Ludwig Scheel von Plessen ist Vorfahr der Angehörigen des dänischen Zweiges der Plessen/Scheel von Plessen, Schwiegervater der Hofdame Louise von Plessen und von Birte Rosenkrantz. Seine Tochter Berte Scheel von Plessen heiratete den Oberhofmeister und Geheimrat Christian Friedrich Raben, Graf von Christiansholm.
Ein Porträt von ihm befindet sich auf Schloss Frederiksborg.

## Beruflicher Werdegang
Nach dem Studium in Kiel, für das er 1689 immatrikuliert wurde, wurde Plessen 1702 Stiftsamtmann zu Aarhus und war von 1725 bis 1734 Geheimer Rat im Konseil. Seit 1730 bekleidete er mit besonderem Erfolg die Funktion des dänischen Finanzministers. Wie sein Bruder Karl Adolf von Plessen war er persönlich im Handel mit den westindischen Kolonien engagiert und konnte so seinen Besitz vermehren.
Im Jahre 1728 erwarb er für 28.000 Reichstaler in einer Auktion das Gut Lindholm bei Roskilde, wo er das Hauptgebäude im Stil der Zeit bauen ließ. Das Haus in Glorup, welches er 1723 geerbt hatte, ließ er 1743/1744 durch den französischen Architekten Philip de Lange (1700–1766) im barocken Stil umbauen.
Auf seinen dänischen Gütern, zu denen neben Lindholm und Glorup auch Foussingoe, Selsoe, Eskilsoe, Torpegaard, Holbaekgaard, Odden und Stensbaek gehörten, schaffte er als erster in Dänemark die Leibeigenschaft ab, wofür ihm in Foussingoe ein Denkmal errichtet wurde.

## Auszeichnungen
- 1713 Weiß-Ritter
- 1727 Ritter des Elefanten-Ordens
- 1732 Ordre de l’union parfaite

## Einzelnachweis und Weblink
1. ↑  Mathis Leibetseder: Die Kavalierstour. Adelige Erziehungsreisen im 17. und 18. Jhdt. Böhlau, Köln 2004, ISBN 3-412-14003-1, S. 192.
2. ↑  Schloss Glorup. Svindinge Bürgerverein (Memento vom 13. Januar 2005 im Internet Archive).

| Personendaten    | Personendaten                        |
| ---------------- | ------------------------------------ |
| NAME             | Scheel von Plessen, Christian Ludwig |
| KURZBESCHREIBUNG | Geheimer Rat im dänischen Konseil    |
| GEBURTSDATUM     | 10. Dezember 1676                    |
| GEBURTSORT       | Schwerin                             |
| STERBEDATUM      | 30. August 1752                      |
| STERBEORT        | Kopenhagen                           |